# Murányi Tünde
Murányi Tünde (Tatabánya, 1966. november 28. –) Jászai Mari-díjas magyar színésznő.

## Életpályája
Murányi Ferenc és Rohrer Margit gyermekeként született. 1987–1991 között a Színház- és Filmművészeti Főiskola tanulója volt. 1991-ben egy évadot a Játékszínben töltött. 1992–1997 között a Vígszínházban játszott. 1997–2001 között a Bárka Színház tagja volt. 2002-től a Nemzeti Színház tagja volt. 2013-tól szabadfoglalkozású művész. 2024-től a Klubrádió műsorvezetője férjével.

## Magánélete
Férje Kálid Artúr színész, akivel 1998-ban kötött házasságot. Két gyermeke született; Winkler Tamás Ábel (1997) és Rebeka Johanna (1999).

## Színházi szerepei
A Színházi Adattárban regisztrált bemutatóinak száma: 53.
- Hervé: Nebáncsvirág... Silvia
- Szép Ernő: Vőlegény... Sári
- Schwartz: Godspell...
- Beaumarchais: Figaro házassága avagy egy bolond nap... Fanchette
- Dosztojevszkij: Bűn és bűnhődés... Szonya
- Enquist: Tribádok éjszakája... Marie Caroline David (díszlettervező is)
- Shaw: Az ördög cimborája... A lány; Eszter
- Erdélyi Mihály: Vedd le a kalapod a honvéd előtt!... Kati
- Csehov: Magyar három nővér... Márta
- Kyle: Zúzódás... Sylvia 1
- Dosztojevszkij: A Karamazov testvérek... Katyerina
- Feydeau: Bolha a fülbe... Raymonde Chandebise
- William Shakespeare: Rómeó és Júlia... Júlia
- Molnár Ferenc: Liliom... Juli
- Füst Milán: A néma barát... Phyline kisasszony
- Turgenyev: Egy hónap falun... Verocska
- Ibsen: Peer Gynt... Solvejg
- Ödön von Horváth: Mesél a bécsi erdő... Marianne
- Békés Pál: Össztánc...
- Manzari: Különös tárgyalás... Lány
- Kárpáti Péter: Országalma... Lola
- Illés-Vas: Trisztán és Izolda...  (díszlettervező is)
- Csehov: Ivanov... Szása
- Szomory Dezső: Hermelin... Julis
- Tolsztoj: Háború és béke... Marja
- Anouilh: Colombe... Colombe
- Chikamatsu Monzaemon: Versekkel kártyázó szép hölgyek... Karumo
- Mérei-V. Binét: Ablak-Zsiráf
- Miller: Megszállottak... Angyal Pullmann
- William Shakespeare: A Makrancos Kata... Katalin
- Hoffmann: Diótörő... Piri; Pirlipát hercegnő
- Carlo Goldoni: A kávéház... Vittoria
- Béres-Sinkó-Tóth-Trunkó: A pesti szín... Lili
- Garner: Ébredés... Unn
- Karinthy Frigyes: Holnap reggel... Hermin
- Csiky Gergely: Buborékok... Malvin
- Caragiale: Farsang... Didina Mazu
- Williams: A tetovált rózsa... Serafina Delle Rose
- Schnitzler: Erik... Lola
- Molière: Tartuffe... Dorine
- Benedek Miklós: Ködfátyolkép
- Benedek Miklós: Tingli-tangli - 101 éves a magyar kabaré
- Euripidész: Oresztész...
- Strauss: A park... Helma
- Benedek Miklós: Pince Cabaret
- Lázár Ervin: Berzsián és Dideki... Zsebenci Klopédia
- Williams: Orfeusz alászáll... Dolly Hamma
- Sperr: Vadászjelenetek Alsó-Bajorországból... Zenta
- Térey János: Jeremiás avagy Isten hidege... Skarlát Johanna
- Presser Gábor: Jó estét nyár, jó estét szerelem... Hűvösné; Újságárus; Főbérlő
- Oscar Wilde: Bunbury, avagy Szilárdnak kell lenni... Miss Prism nevelőnő
- Vajda Katalin: Egyedül nem megy
- Cziczó Attila: Lölöland... Anya

## Színházi látványtervei
A Színházi Adattárban regisztrált bemutatóinak száma: 5.
- García Lorca: Don Cristobal és Donna Rosita tragikomédiája (1998)
- Grimm: Csizmás Kandúr (2002)
- Kálmánchelyi -Végh-Stefanovics: Libiomfi (2007)

## Filmszerepei

### Televíziós sorozatok
| Év        | Cím                            | Szerep                     | Megjegyzés     | Csatorna |
| --------- | ------------------------------ | -------------------------- | -------------- | -------- |
| 2012–2014 | Munkaügyek                     | Szabó Fruzsina Katalin     | Főszereplő     |          |
| 2018      | Bogaras szülők                 | Zsóka, iskolatitkár        | Főszereplő     |          |
| 2018      | A tanár                        | Keller Anna                | Epizódszereplő |          |
| 2019–2020 | Drága örökösök                 | Boglárka                   | Epizódszereplő |          |
| 2020      | Bátrak földje                  | Gréta Tanti (Bánffy Gréta) | Mellékszereplő |          |
| 2020–2021 | Barátok közt                   | Fekete Tünde               | Főszereplő     |          |
| 2022      | Hotel Margaret                 | Hartai Bözsi               | Főszereplő     |          |
| 2022–     | Drága örökösök – A visszatérés | Boglárka                   | Mellékszereplő |          |

### Játékfilmek
- Erózió (1991)
- Nyomkereső (1992)
- Sose halunk meg (1992)
- Pá, drágám! (1994)
- Le a fejjel! (2004)
- Állhatatosság (2004)
- Üvegfal (2004)
- A 639. baba (2006)
- Noé bárkája (2006)
- Gyengébb napok (2008)
- Nyugalom (2008)
- Az úr elköszön (2010)
- Zimmer Feri 2. (2010)
- Hetedik alabárdos (2017)

### Tévéfilmek
- A Biblia (1990)
- Boldog ünnepeink (1991)
- A pályaudvar lovagja (1992)
- Neonrománc (1994)
- Szarajevó kávéház (1995)
- Patika (1995)
- Rózsa és Ibolya (1997)
- A fiú naplójából (1997)
- Rögtön jövök (2000)
- Erények könyve (2006)
- Kire ütött ez a gyerek? (2007)
- Szurokemberek királyfi (2007)
- Az Alef labirintusa (2008)

## Szinkronszerepei
- Múlt nyáron, hirtelen: Mrs. Grace Holly - Mercedes McCambridge
- A kék egér: Elluska
- Nagyfiúk 2.: Penny - Cheri Oteri
- Amerikai pite: Nadia - Shannon Elizabeth
- Az ötödik sarok: Melanie - Elizabeth Berridge
- Balu kapitány kalandjai: Molly
- Belevaló papapótló: Tia Russell - Jean Louisa Kelly
- Corelli kapitány mandolinja: Pelagia - Penélope Cruz
- Csajozós film: Julia Jones - Alyson Hannigan
- Családfők és csemeték: Rita - Fiorella Mari
- Egy lépés előre: J.J. - Toni Acosta
- Fészkes fenevadak: Pip Small Mammals - Cynthia Cleese
- Folytassa a kémkedést: Daphne Honeybutt - Barbara Windsor
- Görögbe fogadva: Kim - Rachel Dratch
- Hat nap, hét éjszaka: Robin Monroe - Anne Heche
- Isten látja lelkem: Anna - Jeanne Balibar
- Kaptár és A Kaptár – Megtorlás: Michelle Rodriguez - Rain Ocampo
- Kiskarácsony mindenáron: Tia Hall - Kristin Chenoweth
- Macska-jaj: Afrodita - Salija Ibraimova
- Nulladik óra: Allison Reynolds - Ally Sheedy
- Piaf: Momone - Sylvie Testud
- Vanília égbolt: Sofia Serrano - Penélope Cruz
- Vészhelyzet: Harper Tracy - Christine Elise
- Yorkshire-i szívügyek: Deborah Johnson - Janet Dibley

## Hangjáték
- Shakespeare: A windsori víg nők (Anna Page)
- Zsolt Béla: Oktogon (1992)

## Díjai, elismerései
- Latinovits-díj (1990)
- Varsányi Irén-emlékgyűrű (1995)
- Jászai Mari-díj (1997)
- Souvenir-díj (1997)
- Egri Páholy-díj (2006)